# Kaiser Permanente
Kaiser Permanente är ett amerikanskt konsortium inom hälso- och sjukvård som förmedlar hälsoplaner till nästan 11,8 miljoner människor i åtta amerikanska delstater (Colorado, Georgia, Hawaii, Kalifornien, Maryland, Oregon, Virginia och Washington), samt i District of Columbia. Konsortiet utgörs av Kaiser Foundation Hospitals (bedriver vårdverksamhet), Kaiser Foundation Health Plan, Inc. (säljer hälsoplaner) och The Permanente Medical Groups (utvecklar medicinteknik). Det förfogar över 39 sjukhus, 680 kliniker och 210 794 anställda varav 22 080 är läkare för december 2017.
Konsortiet härrör från den stora depressionen när läkaren Sidney Garfield drev ett sjukhus i Mojaveöknen för arbetare under konstruktionen av Colorado River Aqueduct, som ligger mellan staden Los Angeles och delstatsgränsen för Arizona och Kalifornien. Sjukhuset drogs med svåra ekonomiska problem på grund av Garfields ovilja att neka arbetare som hade svårt att betala och att ha den bästa utrustningen för att kunna behandla alla sorters patienter. För att få ordning på ekonomin kontaktade han Industrial Indemnity Exchange, det största försäkringskonsortiet för arbetare knutna till det berörda byggprojektet. Två av IIE:s högsta chefer kom med ett förslag att försäkringskonsortiet skulle betala månatligt 1,5 $ per arbetare och att varje arbetare (≈5 000 arbetare) skulle betala fem cent per dag till sjukhuset. Den framtagna affärsmodellen blev framgångsrik för Garfield, som kunde betala av de skulder han hade dragit på sig. I mars 1938 tog industrimannen Henry J. Kaisers företag Kaiser Company över byggandet av en annan damm, Grand Coulee-dammen i delstaten Washington, och tog in Garfield för att bedriva vårdverksamhet för de arbetare som blev sjuka eller skadade vid byggprojektet (≈6 500 arbetare). Den här gången var facken med på noterna och krävde att affärsmodellen även skulle inkludera familjemedlemmar till arbetarna, vilket accepterades efter förhandlingar. För att klara att vårda så stort antal, fick de ta över sjukhus i närliggande städer. 1939 gick Henry J. Kaiser in i skeppsvarvsindustrin och i slutet av 1941 ägde Kaiser Company fyra stora skeppsvarv (Kaiservarv) utmed USA:s västkust. Året innan hade amerikansk försvarsindustri anställt enorma mängder av arbetare och börjat gå för högvarv för att producera krigsmateriel på grund av det rådande världskriget. I januari 1941 tog Kaiser åter kontakt med Garfield om att driva vårdverksamhet för Kaisers skeppsvarv i Richmond i Kalifornien och året efter fick Garfield ansvaret att bedriva detta för alla fyra skeppsvarven. När andra världskriget tog slut fick många arbetare gå från den inhemska försvarsindustrin men både Garfield och Kaiser ville fortsätta att bedriva vårdverksamhet efter den framtagna affärsmodellen så de startade Kaiser Permanente officiellt den 21 juli 1945.
Omsättningen för 2017 var på 72,7 miljarder $ och huvudkontoret ligger i Oakland i Kalifornien.